# Viohalco
Viohalco S.A. (en griego: Βιοχάλκο Α.Ε.) es una empresa de industria pesada griega. Fue fundada en 1937 e hizo su debut en la bolsa de Atenas en 1947 donde está incluida en el índice de referencia de la misma, FTSE/Athex 20. La empresa se compone de decenas de diferentes compañías activas en la producción de metal, y comercialización de acero y aluminio. Su presidente, Nikos Stasinopoulos, es uno de los hombres de negocios más ricos en Grecia. La magnitud de esta corporación es visible en el hecho de que el 7 por cien de las exportaciones griegas están realizadas por esta. Las ventas totales de Viohalco en 2006 ascendieron a en torno a 2.500 millones de euros, con beneficios de 298 millones de euros - un 68 por cien de aumento respecto al año anterior (ventas y beneficios para el periodo de enero-septiembre de 2006).
Viohalco ha realizado importantes inversiones en Rumania, Bulgaria y el Reino Unido, y recientemente ha alcanzado un importante acuerdo en la producción de acero con una empresa estadounidense. Entre los planes declarados públicamente por la empresa están el desarrollo de operaciones en Rusia y Serbia y la construcción de una planta de energía en la Grecia continental para el año 2010. Viohalco es un importante propietario de tierras en Grecia y en los Balcanes. Han existido conversaciones para la creación de una división inmobiliaria o de una compañía por 
Viohalco.